# Calidroides
Calidroides är ett släkte av insekter. Calidroides ingår i familjen ängsskinnbaggar.
Kladogram enligt Catalogue of Life:
| Calidroides | \| \| Calidroides negro \| \| \| \| \| \| Calidroides schaffneri \| \| \| \| |
|             | \| \| Calidroides negro \| \| \| \| \| \| Calidroides schaffneri \| \| \| \| |
|             | Calidroides negro                                                            |
|             |                                                                              |
|             | Calidroides schaffneri                                                       |
|             |                                                                              |